# まるたまり
まるた まり（1961年4月25日 - ）は、日本の女性声優、歌手。東京都出身。アーツビジョン所属。本名・旧芸名：丸田 麻里。既婚。

## 略歴
舞台装置家の父と舞台女優の母を持つ。
幼少時から絵画・漫画にも関心があったため高校時代はデッサン教室に通っており、その後、武蔵野美術大学短期大学部に入学し、漫画研究部にも所属していた。時には出演した作品関連の漫画を書き下ろしたこともある。
日本ナレーション演技研究所卒業。

## 人物
元気な少年から色気のある女性役を演じる。
声優業の傍ら、ジャズシンガーなどもこなし、井上喜久子・小笠原純子と共に音楽ユニット「ワイルドストロベリー」を結成。
2013年6月頃に10年来付き合っていた男性と結婚した。

## 出演
太字はメインキャラクター。

### テレビアニメ
1990年
- 桃太郎伝説 PEACHBOY LEGEND（男の子）

1991年
- カラス天狗カブト（小百合）
- 機甲警察メタルジャック（財前純）
- 絶対無敵ライジンオー（1991年 - 1992年、星山吼児）
- 太陽の勇者ファイバード（コウジ）
- RPG伝説ヘポイ（ハニワン）

1992年
- 風の中の少女 金髪のジェニー（トミー）
- 元気爆発ガンバルガー（少年）

1993年
- 海がきこえる
- 機動戦士Vガンダム（マヘリア・メリル、シシリー・フィッツィーネ、パイロットB）
- 疾風!アイアンリーガー（1993年 - 1994年、ポット、子供A）
- それいけ!アンパンマン（1993年 - 、ランドセルくん、イカめしまん、ヤギおばさん〈4代目〉、ナスコさん〈初代〉）
- ドンラゴン（ドンラゴン）

1994年
- 機動武闘伝Gガンダム（子供B）
- 3丁目のタマ うちのタマ知りませんか?（第2期）（ベー、みくお）
- 忍たま乱太郎（1994年 - 2025年、茶屋のばあさん、珍念、ナメタケ城の若様、次屋三之助、くノ一 他）
- 美少女戦士セーラームーン シリーズ（1994年 - 1995年、ドブリン、う・タヒメー、お手玉子、ジャラジャラ嬢） - 2シリーズ
- 勇者警察ジェイデッカー（女の子）

1995年
- 行け!稲中卓球部（犬神龍子）
- 黄金勇者ゴルドラン（士官）
- 怪盗セイント・テール（明生、シスター）
- 十二戦支 爆烈エトレンジャー（ジャック、チルチル）
- ドッカン!ロボ天どん（呼び出しアサリ）

1996年
- 機動新世紀ガンダムX（店員）
- 地獄先生ぬ〜べ〜（風間守）
- 名探偵コナン（1996年 - 2016年、愛子、赤木守、朱美の母、女、毒島桐子、デメテル・バウアー、スーザン・トリュンペルマン）

1997年
- ゲゲゲの鬼太郎（第4作）（友吉）
- シティーハンター グッド・バイ・ マイ・スイート・ハート（歌劇団員C）
- 手塚治虫の旧約聖書物語（イシュマル〈幼年期〉）

1998年
- カウボーイビバップ（アナウンスA）
- クレヨンしんちゃん（1998年 - 2001年、グチグチのゆうこ、しあわせうさぎ）
- ふしぎなメルモ（リニューアル版）（奥さん）
- ひみつのアッコちゃん（第3作）（ピョン）

1999年
- ∀ガンダム（おばさんA）

2000年
- サクラ大戦TV

2001年
- スクライド（仲夏、おばさん）

2002年
- あたしンち（2002年 - 2003年、大山、弟、子供、定員2）
- 天使な小生意気（蘇我雪花）
- ドラえもん（テレビ朝日版第1期）（2002年 - 2004年、院内放送、小坊主、目玉監視メカ、渋佐日向、コンピューター 他）

2003年
- 高橋留美子劇場（小田、甲介）
- プラネテス（ヴァンリ、係員、看護士）

2004年
- RAGNAROK THE ANIMATION（女ローグ）

2005年
- ドラえもん（テレビ朝日版第2期）（2005年 - 、ミイちゃん、のび太のおばあちゃん〈若い頃 / 初代〉、サル）

2006年
- いぬかみっ!（ソクラテス）
- エンジェル・ハート（女性記者）

2007年
- ぷるるんっ!しずくちゃん あはっ☆（きりぞう）

### 劇場アニメ
- 銀河英雄伝説 新たなる戦いの序曲（1993年）
- ウメ星デンカ 宇宙の果てからパンパロパン!（1994年、チビ子）
- ドラえもん のび太と銀河超特急（1996年、ガイドカード）
- 幕末のスパシーボ（1997年、緒明菊三郎）
- ドラえもん のび太とロボット王国（2002年、未来デパート店員[16]）
- 映画 あたしンち（2003年、大山）
- 映画ドラえもん のび太の恐竜2006（2006年、主婦B[17]）
- 映画ドラえもん のび太の新魔界大冒険 〜7人の魔法使い〜（2007年、トンポコ）
- 映画ドラえもん のび太と緑の巨人伝（2008年、ヤマの母）
- 映画ドラえもん 新・のび太の宇宙開拓史（2009年、市民[18]）
- 映画ドラえもん のび太の人魚大海戦（2010年、ミーちゃん）
- スクライド オルタレイション QUAN（2012年、仲夏）
- タマ&フレンズ〜タマとふしぎな石像〜（2019年、ベー[19]）

### OVA
- スーパーリアル麻雀 麻雀バトルスクランブル（1990年、香織）
- 絶対無敵ライジンオー 初恋大作戦!（1992年、星山吼児[20]）
- 絶対無敵ライジンオー 陽昇城カラクリ夢日記（1992年、星山吼児[21]）
- 魔動王グランゾート 冒険編（1992年、大地の弟）
- 絶対無敵ライジンオー みんなが地球防衛組（1993年、星山吼児[22]）
- マップス（1994年、ガタリオン）
- リカちゃんとヤマネコ 星の旅（1994年、ユミちゃん）
- 疾風!アイアンリーガー 銀光の旗の下に（1995年、ポット）
- ありす in Cyberland（1997年、アリシア＝ダグラス）
- アンパンマンとはじめよう! 元気100倍! おゆうぎしようね（2005年、あかちゃんぞう）

### ゲーム
1993年
- スーパーリアル麻雀PIV（香織）
- ムーンライトレディ（ニケ）

1994年
- ADVANCED V.G.（曾根崎恵）
- スターブレイカー（ディアレーヌ）

1996年
- エクストラブライト（オペレーター）
- ありす in Cyberland（アリシア＝ダグラス）
- エーベルージュ（ネルト・ケンダーマン）※PC版
- 新スーパーロボット大戦（マヘリア・メリル）

1997年
- 同級生麻雀（斎藤真子）
- ロックマンX4（スプリット・マシュラーム）

1998年
- ADVANCED V.G.2（霧島恭子）
- 初恋物語（秋桜子）

1999年
- エアロダンシング featuring Blue Impulse（上原翔子）
- SDガンダム GGENERATION（1999年 - 2012年、ローズマリー・ラズベリー、マヘリア・メリル） - 8作品

2000年
- エアロダンシング F（上原翔子）
- スーパーロボット大戦α（マヘリア・メリル）
- ゼルダの伝説 ムジュラの仮面 (クリミア、ボンバーズ)

2003年
- SUNRISE WORLD WAR Fromサンライズ英雄譚（仲夏、吼児）
- スターオーシャン Till the End of Time（ロジャー・S・ハクスリー）
- 第2次スーパーロボット大戦α（ローズマリー）

2004年
- スターオーシャン Till the End of Time ディレクターズカット（ロジャー・S・ハクスリー）
- スーパーロボット大戦GC / XO（2004年 - 2006年、星山吼児） - 2作品

2005年
- 新世紀勇者大戦（星山吼児）
- テイルズ オブ ジ アビス（ノワール）
- リアライズ -Panorama Luminary-（松浦綾乃）
- 龍が如く

2006年
- いぬかみっ! feat.Animation（ニワトリ）

2009年
- スーパーロボット大戦NEO（星山吼児）

2010年
- Another Century's Episode:R（ローズマリー・ラズベリー）

2012年
- ヒーローズファンタジア（仲夏）
- マックス アナーキー（マチルダ）

2013年
- スーパーロボット大戦Operation Extend（星山吼児）

2015年
- ゼルダの伝説 ムジュラの仮面 3D (クリミア、ボンバーズ)
- スーパーロボット大戦BX（星山吼児）

2021年
- スターオーシャン:アナムネシス（ロジャー・S・ハクスリー）
- スーパーロボット大戦30（マヘリア・メリル）

### ドラマCD
- 機甲警察メタルジャック PARTY JACK
- 黒の李氷ドラマCD 夏朝幻想（成湯役）
- 絶対無敵ライジンオー シリーズ（1992年 - 1993年、星山吼児）- 4作品[一覧 3]
- ドラマCD テイルズ オブ ジ アビスVol.4（ディスト〈少年時代〉）
- ドラゴンクエスト列伝 ロトの紋章（アラン / ジャガン）
- 忍たま乱太郎 ドラマCD シリーズ（2010年 - 2016年、次屋三之助）- 3作品[一覧 4]
- 花のあすか組! 2（裏番組織懲罰隊長）

### 吹き替え

#### 映画
- アルフィー（ドリー〈ジェーン・クラコウスキー）
- グレッグのダメ日記シリーズ（フレグリー〈グレイソン・ラッセル〉）
  - グレッグのダメ日記 ※DVD版
  - グレッグのおきて ※スターチャンネル版
- 最終絶叫計画シリーズ（ブレンダ〈レジーナ・ホール〉）
  - 最終絶叫計画
  - 最'新'絶叫計画 ※ソフト版
- サンダーバード（トランサム〈ローズ・キーガン〉）
- スリーパーズ（少年時代のトミー〈ジョナサン・タッカー〉）※フジテレビ版

#### ドラマ
- アグリー・ベティ3（ペニー、ミンディ）
- パワーレンジャーシリーズ
  - パワーレンジャー（トリニー・クワン / イエローレンジャー〈初代〉）
  - パワーレンジャー・イン・スペース（アルファ6、アデール・ハーガソン、ビーナス・ド・ミロ）
  - パワーレンジャー・ロスト・ギャラクシー（アルファ6）

#### テレビ番組
- セサミストリート（ジーニー）※DVD版

#### アニメ
- キム・ポッシブル（ルーファス）
- シンデレラ ※1992年公開版
- スヌーピーとチャーリー・ブラウン ヨーロッパの旅（ルーシー・ヴァンペルト）

### 特撮
- スーパー戦隊シリーズ
  - 激走戦隊カーレンジャー（ダップの声）
    - 「テレビマガジン特撮 激走戦隊カーレンジャーヒーロースクール」（ダップの声）
    - 激走戦隊カーレンジャーVSオーレンジャー（ダップの声）

  - 電磁戦隊メガレンジャーVSカーレンジャー（ダップの声）

### ラジオ
- まりの小部屋

### アルバムCD
- TOMORROW
- MALTA-VO（2007年5月25日発売）
- アニメロディナイト（ワイルドストロベリー）

### その他コンテンツ
- 歌えリコーダー（バッハくん、ナレーター）
- 絶対無敵ライジンオー マラソンCM（星山吼児）
- ドラムカンナの冒険（みかんの富士、ノミ大佐）

### シリーズ一覧
1. ↑  第3シリーズ『S』（1994年）、第4シリーズ『SuperS』（1995年）
2. ↑  『ZERO』（1999年）、『F』（2000年）、『F.I.F』（2001年）、『PORTABLE』（2006年）、『SPIRITS』（2007年）、『WORLD』『3D』（2011年）、『OVER WORLD』（2012年）
3. ↑  『絶対無敵ライジンオー 歌う地球防衛組！』（1992年）、『絶対無敵ライジンオーIV 地球防衛組全員出動！4』（1992年）、『絶対無敵ライジンオーV ドラマCDスペシャル 絶対無敵の玉手箱（トウトウココマデヤッチマッタ）』（1992年）、『絶対無敵ライジンオー ドラ1』（1993年）
4. ↑  『体育委員会の段』（2010年）、『三年生の段』（2013年）、『ろ組の段〜下巻〜』（2016年）